# 楊橋王家祠堂
楊橋王家祠堂位於四川省南充市儀隴縣，文物遺址年代判定為清。2012年7月16日公佈為第八批四川省文物保護單位。
楊橋王家祠堂位於四川省南充市儀隴縣楊橋鎮東門村順天俺山南麓的臺地上，建於清光緒十年（1884），坐北向南，穿逗木結構和土木結構相結合，建在三級台基上。由門廳戲臺、正房、左右廂房構成四合院群體建築。其建築占地面積1100平方公尺，建築面積805平方公尺，共27間。木梁架，蓋小青瓦。在戲樓主樑上墨書有“大清光緒十年”。楊橋王家祠堂保存較為完整，規模較大，是研究清代宗祠建築和民俗文化的重要資料，有較高歷史價值和文物價值。第三次全國文物普查新發現。